# Amada mía
Amada mía es una telenovela venezolana de 1981, realizada y transmitida por la cadena RCTV. Original de Ligia Lezama, fue protagonizada por Mayra Alejandra y Franklin Virgüez.Tuvo un exitoso tema musical titulado Amada mía, interpretado por Óscar Santana.

## Argumento
Isabela, una joven y bella mujer, mantiene con Valentín una relación sentimental basada en la estima y el respeto recíprocos. Es feliz junto a él, hasta que sus padres la obligan a casarse con Víctor Manuel, su amigo de siempre pero también un hombre posesivo y controlador, que de repente convierte su vida en un infierno. La joven alegre, llena de aspiraciones y segura de sí misma, se transforma en un ser triste, atormentado y confundido.

## Reparto
- Mayra Alejandra - Isabela
- Franklin Virgüez - Víctor Manuel
- Yanis Chimaras - Valentín
- Loly Sánchez
- Rosario Prieto
- Alberto Marín
- Elba Escobar
- Henry Zakka
- Víctor Cámara
- Patricia Noguera
- Erick Noriega
- Imperio Zanmataro
- Lourdes Valera
- Néstor Maldonado